# La figlia della fortuna
La figlia della fortuna (titolo originale Hija de la fortuna) è un romanzo di Isabel Allende pubblicato nel 1999 e forma con La casa degli spiriti e il Ritratto in seppia una trilogia in cui si intrecciano storie e personaggi che ritornano nei tre libri.
Il libro è stato tradotto (anche come parte della trilogia) in inglese, albanese, turco, portoghese, arabo, neogreco, svedese, francese, islandese, danese, croato, finlandese e molte altre lingue.

## Trama
Il libro si divide in tre parti.
La prima parte che parla dell'infanzia della protagonista, Eliza. Il libro è ambientato in Cile nell'anno 1832.
Il libro incomincia con una bambina neonata che viene trovata abbandonata (in una scatola di sapone di Marsiglia e con indosso solo un panciotto maschile), davanti alla porta di una famiglia nobile e ricca del Cile. Questa famiglia, di origine inglese, è composta da tre fratelli: John, capitano di nave; Jeremy, che si occupa degli affari di famiglia; Rose, che ha rinunciato all'amore e al matrimonio dopo una profonda delusione e uno scandalo. Rose cresce la bambina amandola come una figlia e la educa secondo l'etichetta inglese, convinta che anche se meticcia i soldi e il prestigio di famiglia le faranno fare un buon matrimonio in futuro. Jeremy tollera la bambina come una delle stravaganze della sorella nubile, mentre John, per quanto distaccato, contribuisce alla sua dote; questo e altri indizi lasciano presumere che Eliza sia figlia illegittima di John. Eliza cresce a metà tra due culture: quella della sua raffinata famiglia inglese e quella degli Indio, trasmessale dalla governante di casa, assorbendo tutto di entrambe.
La seconda parte del romanzo, dove avvengono la maggior parte dei fatti importanti, ricopre un tempo più ristretto, dal 1848 al 1849.
In questa parte si parla dell'adolescenza di Eliza. Rose cerca di trovarle dei pretendenti tra i giovanotti della zona, organizzando diversi eventi sociali, ma il giovane su cui aveva puntato le sue speranze si rivela innamorato di lei, nonostante la differenza di età. Eliza invece si è innamorata di un ragazzo di nome Joaquín Andieta; questo amore viene subito ostacolato da Rose, ma senza grande convinzione dato che anche lei sa bene cosa siano le pene d'amore. Anche se Rose è sicura che i due ragazzi non si vedano, Eliza e Joaquìn si frequentano numerose volte in segreto. A un certo punto Joaquín viene preso dalla "febbre dell'oro" e decide così di emigrare in California per diventare un cercatore d'oro e far fortuna, con la promessa di tornare da Eliza. La ragazza però scopre di essere incinta; inizialmente decide di abortire in segreto ma un contrattempo, si potrebbe aggiungere provvidenzialmente, glielo impedisce, e allora decide di partire per andare in America a cercare Joaquín. La sua fuga avviene grazie a uno schiavo cinese, Tao Chi'en, che lavorava come cuoco sulla nave di uno degli amici più stretti della famiglia di Eliza. Tao, in cambio di alcuni gioielli, riesce a imbarcarla sulla nave come clandestina. Durante il viaggio Eliza si ammala gravemente e perde il bambino, ma si salva grazie alle cure di Tao che, pur dovendo per necessità fare il cuoco, è un medico. Tao aiuta Eliza a scendere dalla nave e a questo punto avrà inizio per entrambi una nuova vita: lei, vestita da uomo, andrà alla ricerca di Joaquín, fingendosi il fratello minore, mentre Tao cercherà di tornare a fare il medico.
Nella terza parte del racconto si parla appunto della vita di Eliza e Tao in California.
Nonostante trovare Joaquín sia il suo obiettivo, il ricordo del giovane si affievolisce mentre lei fa esperienza di quel mondo contraddittorio che è l'America della corsa all'oro con lo sfruttamento del lavoro degli immigrati, l'arricchimento dei commercianti a spese dei coloni e dei cercatori d'oro, la prostituzione, lo schiavismo; attraverso Tao invece scopriamo la underground railroad e la dura vita degli immigrati cinesi, nonché le contraddizioni di una cultura millenaria e ancorata al passato. Eliza, tornata a san Francisco, va a vivere con Tao Chi'en e l'amicizia solida tra i due incomincia a diventare qualcosa di diverso. Eliza decide anche di smettere di vestire i panni maschili e anche di mandare sue notizie alla sua famiglia. Arriva anche la notizia della morte di Joaquín, che farà sentire Eliza finalmente libera.

## Edizioni in italiano
- Isabel Allende, La figlia della fortuna, traduzione di Elena Liverani, Milano: Feltrinelli, 1999
- Isabel Allende, La figlia della fortuna, traduzione di Elena Liverani, Monza: Biblioteca italiana per i ciechi "Regina Margherita", 2004
- Isabel Allende, La figlia della fortuna, traduzione di Elena Liverani, Novara: De Agostini, 2005
- Isabel Allende, La figlia della fortuna, lettore: Maria Elena Queirolo, Feltre: Centro Internazionale del Libro parlato, 2014
- Isabel Allende, La figlia della fortuna, traduzione dallo spagnolo di Elena Liverani, Torino: Gedi, 2022